# Anders Ruuth
Anders Ruuth (* 1926 in Stockholm; † 1. November 2011 in Helsingborg) war ein schwedischer lutherischer Theologe.

## Leben
Ruuth wurde nach dem Studium der Evangelischen Theologie in Lund 1953 im Bistum Växjö der Schwedischen Kirche ordiniert. Nach zehnjährigem Pfarrdienst in Argentinien wurde er 1963 Pfarrer in Härnösand. 1966 ging er als Theologieprofessor an der Universität in José C. Paz (in der Nähe von Buenos Aires) nach Argentinien zurück, wurde 1971 Leiter des kirchlichen Studienzentrums (stiftsgård) Söråker, 1974 Propst in Örnsköldsvik und 1985 Direktor der schwedischen Lutherhilfe. 1995 wurde Ruuth mit einer Arbeit über die lateinamerikanische Pfingstkirche Igreja Universal do Reino de Deus zum Dr. theol. promoviert.
In Argentinien dichtete und komponierte Ruuth 1968 das Segenslied „La paz del señor“, das durch den Weltgebetstag 1988 bekannt wurde. Eugen Eckert versah dieses Lied 1985 mit dem deutschen Text „Bewahre uns, Gott“. Dieses Lied findet sich in zahlreichen Liederbüchern und wurde oftmals bearbeitet.

## Schriften (Auswahl)
- Dopets rikedom enligt bibeln och bekännelseskrifterna. Stockholm 1975.
- Igreja Universal do Reino de Deus : Gudsrikets universella kyrka : en brasiliansk kyrkobildning. Stockholm 1995.
- Ord med makt! : Svenska Bibelsällskapets historia 1815-2000: Uppsala 2000.
- Brazilian pentecostal identity : a few characteristics. In: Jan-Åke Alvarsson / Rita Laura Segato (Hrsg.): Religions in transition : mobility, merging and globalization in contemporary religious adhesions. Uppsala Univ. Library, Uppsala 2003, ISBN 91-554-5852-1, S. 101–128.
- Rite and Power = Rito y poder : international seminar. Uppsala : Faculty of Theology, 2003.